# Ciprian Deac
Ciprian Ioan Deac (ur. 16 lutego 1986 w Dej) – piłkarz rumuński grający na pozycji lewego lub ofensywnego pomocnika. Od 2017 roku jest zawodnikiem klubu CFR 1907 Cluj.

## Kariera klubowa
Karierę piłkarską Deac rozpoczął w klubie Gloria Bystrzyca. Następnie w 2004 roku przeszedł do drugoligowej Unirei Dej i grał w niej przez 2 lata. W 2006 roku został piłkarzem CFR Cluj. 6 sierpnia 2006 zadebiutował w pierwszej lidze rumuńskiej w wygranym 4:0 domowym meczu z Unireą Urziceni. W sezonie 2007/2008 wywalczył z Cluj mistrzostwo Rumunii oraz zdobył Puchar Rumunii. W trakcie tamtego sezonu grał też w Oțelulu Gałacz, do którego był wypożyczony. Wraz z CFR Cluj jeszcze raz wywalczył mistrzostwo kraju (2010) oraz dwukrotnie zdobył rumuński puchar (2009, 2010) i dwukrotnie superpuchar (2009, 2010).
Na początku 2011 roku Deac został zawodnikiem FC Schalke 04. Podpisał z nim trzyletni kontrakt. Swój debiut w Schalke 04 zanotował 19 września 2011 w przegranym 1:3 domowym meczu z Borussią Dortmund. W sezonie 2011/2012 został wypożyczony do Rapidu Bukareszt, a latem 2012 odszedł do CFR Cluj. W 2015 roku został zawodnikiem kazachskiego FK Aktöbe, a w 2016 Toboł Kustanaj. W 2017 wrócił do Cluj.
| Sezon   | Klub            | Kraj       | Rozgrywki     | Mecze | Bramki |
| ------- | --------------- | ---------- | ------------- | ----- | ------ |
| 2004/05 | Unirea Dej      | Rumunia    | Liga II       | 4     | 0      |
| 2005/06 | Unirea Dej      | Rumunia    | Liga II       | 23    | 2      |
| 2006/07 | CFR Cluj        | Rumunia    | Liga I        | 11    | 0      |
| 2007/08 | CFR Cluj        | Rumunia    | Liga I        | 10    | 0      |
| 2007/08 | Oțelul Galați   | Rumunia    | Liga I        | 15    | 2      |
| 2008/09 | CFR Cluj        | Rumunia    | Liga I        | 18    | 2      |
| 2009/10 | CFR Cluj        | Rumunia    | Liga I        | 24    | 2      |
| 2010/11 | CFR Cluj        | Rumunia    | Liga I        | 4     | 0      |
| 2010/11 | FC Schalke 04   | Niemcy     | Bundesliga    | 2     | 0      |
| 2011/12 | Rapid Bukareszt | Rumunia    | Liga I        | 30    | 9      |
| 2012/13 | CFR Cluj        | Rumunia    | Liga I        | 18    | 3      |
| 2013/14 | CFR Cluj        | Rumunia    | Liga I        | 27    | 6      |
| 2014/15 | CFR Cluj        | Rumunia    | Liga I        | 18    | 2      |
| 2015    | FK Aktöbe       | Kazachstan | Priemjer-Liga | 15    | 1      |
| 2016    | Toboł Kustanaj  | Kazachstan | Priemjer-Liga | 31    | 2      |
| 2016/17 | CFR Cluj        | Rumunia    | Liga I        | 14    | 6      |
| 2017/18 | CFR Cluj        | Rumunia    | Liga I        |       |        |

## Kariera reprezentacyjna
W latach 2007–2008 Deac rozegrał 9 meczów i strzelił 1 gola w reprezentacji Rumunii U-21. W dorosłej reprezentacji zadebiutował 3 marca 2010 roku w przegranym 0:2 towarzyskim meczu z Izraelem.
| Mecze i gole w reprezentacji | Mecze i gole w reprezentacji | Mecze i gole w reprezentacji    | Mecze i gole w reprezentacji | Mecze i gole w reprezentacji | Mecze i gole w reprezentacji | Mecze i gole w reprezentacji |
| #                            | Data                         | Stadion                         | Rywal                        | Wynik                        | Gol                          | Rozgrywki                    |
| 2010                         | 2010                         | 2010                            | 2010                         | 2010                         | 2010                         | 2010                         |
| ---------------------------- | ---------------------------- | ------------------------------- | ---------------------------- | ---------------------------- | ---------------------------- | ---------------------------- |
| 1.                           | 03.03.2010                   | Timișoara, Rumunia              | Izrael                       | 0:2                          | 0                            | towarzyski                   |
| 2.                           | 29.05.2010                   | Lwów, Ukraina                   | Ukraina                      | 2:3                          | 0                            | towarzyski                   |
| 3.                           | 02.06.2010                   | Villach, Austria                | Macedonia Północna           | 0:1                          | 0                            | towarzyski                   |
| 4.                           | 05.06.2010                   | Sankt Veit an der Glan, Austria | Honduras                     | 3:0                          | 0                            | towarzyski                   |
| 5.                           | 11.08.2010                   | Stambuł, Turcja                 | Turcja                       | 0:2                          | 0                            | towarzyski                   |
| 6.                           | 03.09.2010                   | Piatra Neamț, Rumunia           | Albania                      | 1:1                          | 0                            | el. ME 2012                  |
| 7.                           | 07.09.2010                   | Mińsk, Białoruś                 | Białoruś                     | 0:0                          | 0                            | el. ME 2012                  |
| 8.                           | 09.10.2010                   | Saint-Denis, Francja            | Francja                      | 0:2                          | 0                            | el. ME 2012                  |
| 9.                           | 17.11.2010                   | Klagenfurt, Austria             | Włochy                       | 1:1                          | 0                            | towarzyski                   |
| 2011                         |                              |                                 |                              |                              |                              |                              |
| 10.                          | 08.02.2011                   | Paralimni, Cypr                 | Ukraina                      | 2:2                          | 0                            | towarzyski                   |
| 11.                          | 26.03.2011                   | Zenica, Bośnia i Hercegowina    | Bośnia i Hercegowina         | 1:2                          | 0                            | el. ME 2012                  |
| 2017                         |                              |                                 |                              |                              |                              |                              |
| 12.                          | 08.10.2017                   | Kopenhaga, Dania                | Dania                        | 1:1                          | 1                            | el. MŚ 2018                  |
| 13.                          | 09.11.2017                   | Kluż-Napoka, Rumunia            | Turcja                       | 2:0                          | 0                            | towarzyski                   |
| 2018                         |                              |                                 |                              |                              |                              |                              |
| 14.                          | 24.03.2018                   | Netanja, Izrael                 | Izrael                       | 2:1                          | 0                            | towarzyski                   |